# Zabity kaczor (obraz Jana Weenixa)
Zabity kaczor – obraz olejny namalowany przez holenderskiego malarza Jana Weenixa w drugiej połowie XVII wieku, znajdujący się w zbiorach Muzeum Narodowego w Warszawie.
Obraz Weenixa przedstawia martwą naturę z zabitym oharem powieszonym za lewą nogę na gałęzi drzewa na tle ostu.